# Unterausschuss für öffentliche Gesundheit
Der Unterausschuss für öffentliche Gesundheit (englisch Subcommittee on Public Health, französisch Sous-commission de la santé publique; kurz SANT) des Europäischen Parlaments ist dem Umweltfragen, öffentliche Gesundheit und Lebensmittelsicherheit als Hauptausschuss zugeordnet. Das Gremium wurde im März 2023 in Folge der gestiegenen Bedeutung des Themenbereichs der öffentlichen Gesundheit eingerichtet. Vorsitzender des Ausschusses ist seit November 2023 Adam Jarubas (PSL/EVP).
Zuvor befassten sich neben dem Hauptausschuss zwei Sonderausschüsse mit Themen der öffentlichen Gesundheit, der Sonderausschuss zu Krebsbekämpfung (BECA) und der Sonderausschuss zu den Erkenntnissen aus der COVID-19-Pandemie und Empfehlungen für die Zukunft (COVI).

## Aufgaben
Der SANT-Unterausschuss befasst sich mit Fragen der öffentlichen Gesundheit, insbesondere mit den Programmen und spezifischen Maßnahmen im Bereich der öffentlichen Gesundheit, der pharmazeutischen und kosmetischen Produkte sowie mit den gesundheitlichen Aspekten des Bioterrorismus. Er hat auch eine Aufsichtsfunktion über die Europäische Arzneimittelagentur (EMA) und das Europäische Zentrum für die Prävention und die Kontrolle von Krankheiten (ECDC). In der 9. Legislaturperiode Wahlperiode hatte der Unterausschuss 30 reguläre und 30 stellvertretende Mitglieder.

## Ausschussvorsitz

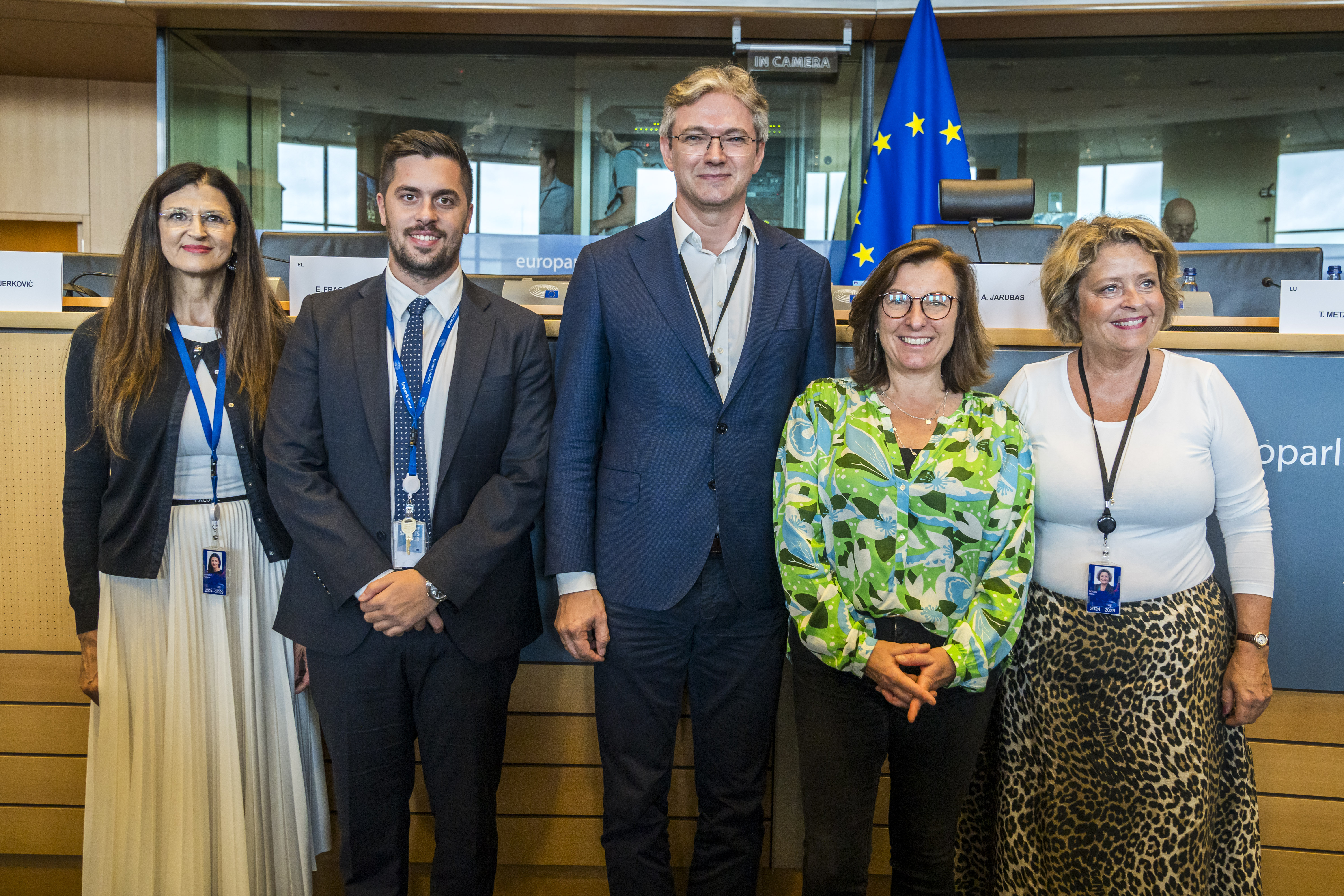
Ausschussvorsitz der 10. Wahlperiode (2024–2029, v. l. n. r.): Romana Jerković, Emmanouil Fragkos, Adam Jarubas, Tilly Metz und Stine Bosse

- Seit November 2023: Adam Jarubas (PSL/EVP)[2][3]